# The Last of Us
The Last of Us ist ein Action-Adventure mit Survival-Horror-Elementen, entwickelt von Naughty Dog und publiziert von Sony Interactive Entertainment, das am 14. Juni 2013 exklusiv für Sonys PlayStation 3 veröffentlicht wurde. Offiziell vorgestellt wurde das Spiel bei den Spike Video Game Awards am 10. Dezember 2011. Im Juli 2014 erschien eine Remastered-Version für PlayStation 4. Im September 2022 wurde mit The Last of Us Part I ein Remake für die PlayStation 5 veröffentlicht. Eine PC-Version des Remakes wurde am 28. März 2023 veröffentlicht.
Das Spiel handelt von zwei Überlebenden: dem erwachsenen Texaner Joel (im Englischen gesprochen von Troy Baker) und der jungen Ellie (Ashley Johnson), die zusammen durch die postapokalyptischen Vereinigten Staaten ziehen. Die meisten Menschen sind in diesem Szenario einer Infektion mit einem Pilz ähnlich dem Ophiocordyceps unilateralis erlegen, der ihre Gehirne befällt und sie in aggressive Mutanten verwandelt, deren Körper mit fortschreitender Infektion zunehmend verfallen.
Innerhalb von drei Wochen wurden weltweit 3,4 Millionen Exemplare des Spiels verkauft. 2016 wurde der Nachfolger The Last of Us Part II angekündigt. Diese Fortsetzung erschien schließlich am 19. Juni 2020.

## Spielprinzip
The Last of Us nutzt eine Third-Person-Perspektive und lässt den Spieler vorwiegend Joel und teilweise Ellie kontrollieren, während etwaige Begleiter des jeweiligen Charakters von der KI gesteuert werden. Das Spiel beinhaltet sowohl Kämpfe mit Schusswaffen als auch Nahkämpfe und ein Deckungssystem. Der Spieler muss sowohl Infizierte als auch nichtinfizierte, aber dennoch feindliche Menschen abwehren. Das Spiel soll somit den Eindruck vermitteln, wozu Menschen im Angesicht einer zusammenfallenden Zivilisation ohne Ordnung und geregelte Versorgung, mit dem reinen Drang zu überleben, imstande sind. The Last of Us ist kein Open-World-Spiel, bietet jedoch großzügige Level, welche teilweise diesen Eindruck vermitteln.
Ein wichtiger Teil des Spielprinzips ist das Herstellen von Medikits und Waffen. Dazu werden unterschiedliche Gegenstände eingesammelt und später miteinander kombiniert. So können beispielsweise aus Lumpen und Alkohol sowohl Molotowcocktails als auch Erste-Hilfe-Verbände hergestellt werden.
Die gesamte Spielzeit des Einzelspielermodus beläuft sich laut Angaben des Entwicklers auf 12 bis 16 Stunden.
Im Mehrspielermodus baut The Last of Us auf eine Metageschichte aus dem Universum der Kampagne mit den spielbaren Fraktionen Fireflies und Hunter, wobei das Spielprinzip prinzipiell dem des Einzelspielermodus entspricht. Mit Vier-gegen-vier-Gefechten und vergleichsweise kleinen Karten grenzt es sich klar gegen andere Multiplayer-Modi ab, bei denen maximal bis zu 64 Spieler involviert sein können.

## Gliederung
Die Infizierten sowie die Menschen lassen sich in verschiedene Gruppen einteilen.

### Infizierte
Infizierte sind vom Cordyceps-Pilz befallen. Infizieren kann man sich leicht, indem man die Sporen des Pilzes einatmet oder von einem Infizierten gebissen wird.
Stufen der Infektion
1. Stufe: Als Runner bezeichnet man frisch Infizierte nach der zweitägigen Inkubationszeit. Die Infizierten verlieren ihr Bewusstsein und wandeln sich in aggressive „Zombies“, die empfindlich auf Geräusche reagieren und Menschen jagen. Runner sind schnell und sie treten meist in Gruppen auf.
2. Stufe: Stalker sind Einzelgänger, die ahnungslosen Leuten geräuschlos auflauern. Stalker haben aufgrund der Infektion, die sich im Gehirn absetzt, bereits Pilz-Auswucherungen an Kopf und Körper und sind aufgrund der Infektion auch stärker als Runner.
3. Stufe: Clicker sind herumirrende Infizierte, deren Sinnesorgane bereits vollständig durch den Pilz überwuchert wurden. Sie orientieren sich mit Echoortung ähnlich wie Fledermäuse. Durch die Echoortung entsteht ein lautes Klicken von den äußerst geräuschempfindlichen Kreaturen. Sie sind viel stärker als Runner, was offenbar auf die Infektion zurückzuführen ist. Diese Stufe der Infektion erlangen Infizierte nach langen Jahren der Infektion.
4. Stufe: Bloater sind seit dem Ausbruch infiziert und kommen daher seltener vor. Ihr Körper ist vollständig mit riesigen Pilzplatten überzogen, die sie hervorragend vor Verletzungen schützen, aber auch schwer sind, weshalb sie eher langsam sind. Sie schießen mit explodierenden Sporen-Geschossen um sich und reißen den Kiefer ihrer Opfer auf, wenn man ihnen zu nahe kommt, anstatt sie zu beißen.

### Menschen
Die Menschen sind zerstritten, es geht fast eine größere Bedrohung von ihnen aus als von den vergleichsweise berechenbaren Infizierten.
- Das Militär hat die Macht übernommen und versucht durch Unterdrückung innerhalb der Quarantänezonen Ordnung aufrechtzuerhalten. Außerhalb der Zonen und in den Sperrzeiten wird ohne Rücksicht auf Menschen geschossen.
- Die Rebellengruppe der Fireflies[11] bildete sich, weil sie die Methoden des Militärs für Unrecht halten, da das Militär alle Menschen außerhalb der Quarantänezonen umbringt, um ihre Vorräte zu plündern, und es illegal ist, sich dort aufzuhalten. Die Fireflies sind bestrebt, eine Impfung gegen den Cordyceps zu finden und somit die Existenz der Menschheit zu sichern, wobei sie einen ständigen Guerillakrieg gegen das Militär führen. Sie wurden brutal vom Militär verfolgt und fast ausgerottet.
- Die Menschen in den Quarantänezonen haben nicht mehr viel zu verlieren. Sie fristen ihr Dasein mit zu wenig Essen. Regelmäßig werden Leute für den Außendienst eingezogen.
- Hunter sind marodierende Gruppen, die sich jenseits von Quarantänezonen durchschlagen und auf alle Fremdlinge schießen. Teilweise sind sie Kannibalen, die glauben, nur so überleben zu können.

## Handlung

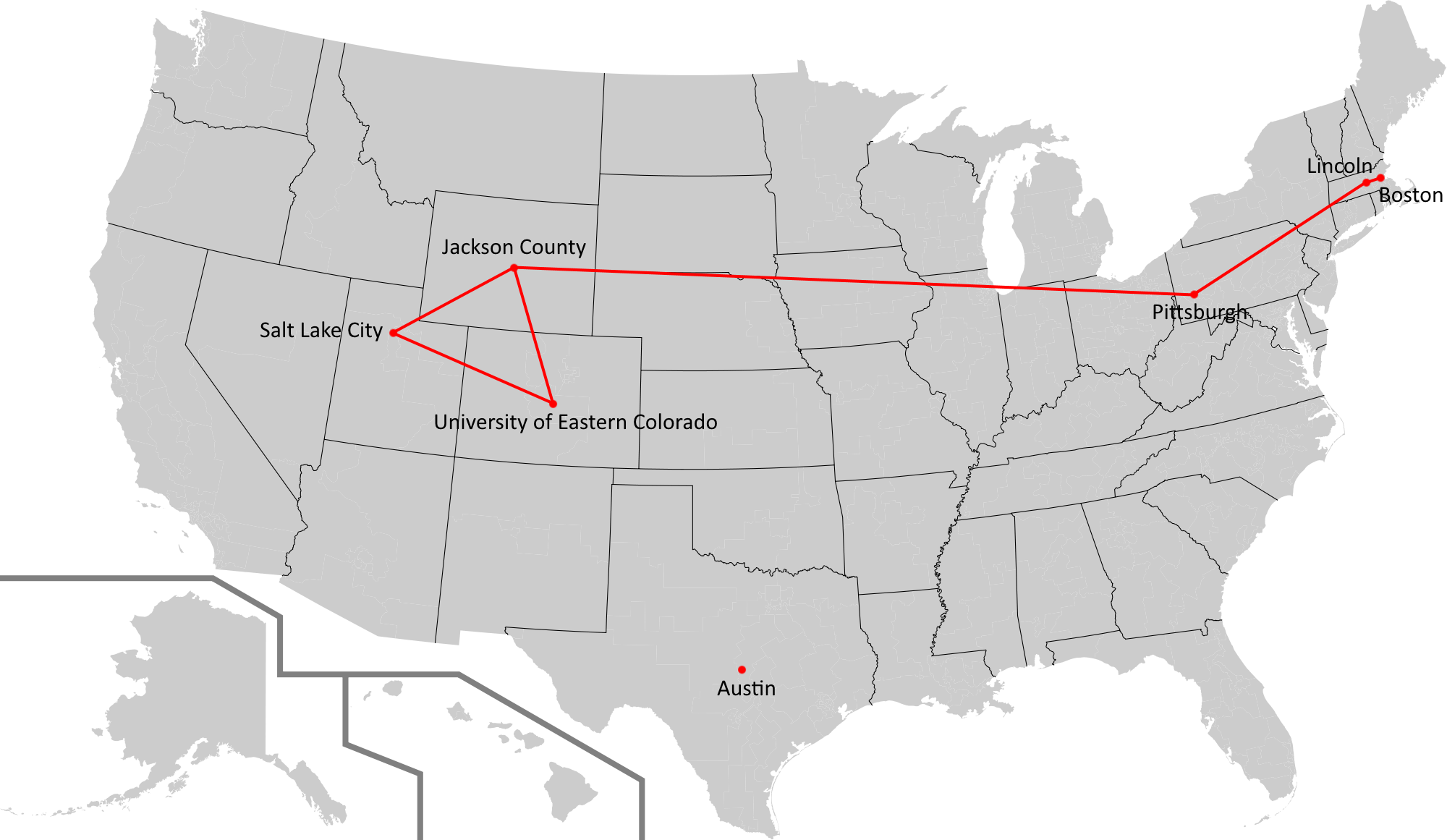
Reiseroute der Hauptcharaktere im Spiel

### Hauptspiel
Die Handlung von The Last of Us spielt hauptsächlich im Jahr 2033, zwei Jahrzehnte nachdem ein mutierter Cordyceps-Pilz 60 Prozent der Weltbevölkerung infiziert und in wandelnde, zombieartige Kannibalen verwandelt hat. Nach dem Zusammenbruch der Regierung kontrolliert das US-Militär die von den meisten Überlebenden bewohnten Quarantänezonen. Die Gruppierung der Fireflies lehnt den gewaltsamen und totalitären Polizeistaat ab und führt einen Guerillakampf gegen das Militär.
Joel, der beim Ausbruch der Infektion seine 12-jährige Tochter Sarah durch einen Schuss eines Soldaten des Militärs verloren hat, ist Schwarzhändler in der Quarantänezone von Boston. Er gerät durch Zufall an die Anführerin der Fireflies, die ihn und seine Gefährtin Tess bittet, die 14-jährige Ellie aus der Quarantänezone zu schmuggeln und in ein Versteck der Fireflies zu bringen. Auf der Flucht werden sie von Soldaten aufgegriffen und es stellt sich heraus, dass Ellie infiziert ist. In letzter Sekunde gelingt es ihnen, die Soldaten zu überwältigen. Ellie erklärt, dass der Biss an ihrem Arm drei Wochen alt sei und sie eine Immunität entwickelt habe. Nur die Fireflies können möglicherweise ein Heilmittel herstellen. Joel wird daraufhin von Tess überzeugt, ihren Auftrag um jeden Preis zu erfüllen. Als sie jedoch am Firefly-Stützpunkt ankommen, wurden dort bereits alle Fireflies vom Militär ermordet. Tess, die kurz zuvor von einem Infizierten gebissen wurde, ermöglicht Joel und Ellie die Flucht, indem sie sich im Kampf mit den Soldaten opfert.
Joel und Ellie folgen nun den Hinweisen nach dem Verbleib der übrigen Fireflies, die jedoch allem Anschein nach tot sind. Auf ihrer Reise quer durch die USA kommt es immer wieder zu gefährlichen Auseinandersetzungen mit Huntern und Infizierten, bei der Joel schließlich lebensgefährlich verletzt wird und von Ellie nur knapp in Sicherheit gebracht werden kann. In den Wintermonaten muss Ellie sich nun allein auf die Suche nach Nahrung und Medizin begeben. Als sie einen Hirsch jagt, stößt sie auf einen Hunter. Beide geraten in einen Hinterhalt und können nur gemeinsam im Kampf gegen Infizierte bestehen. Es gelingt ihr, Medizin für den verletzen Joel zu besorgen. Der Hunter jedoch erkannte Ellie wieder, da sie zuvor gemeinsam mit Joel zahlreiche Hunter in einer nahe gelegenen Stadt umgebracht hat. Sie überfallen das Versteck der beiden. Beim Versuch, die Angreifer wegzulocken, wird Ellie gefangen genommen. Der durch die Medikamente mittlerweile genesene Joel kann die Verfolgung aufnehmen und Ellie befreien.
Im Frühjahr des Jahres 2034 treffen Ellie und Joel schließlich auf die Fireflies, die sich in einem Krankenhaus in Salt Lake City verschanzt haben. Da der Pilz im Gehirn des Wirts heranwächst, würde Ellie die notwendige Operation, die zur Untersuchung ihrer Immunität nötig wäre, nicht überleben. Joel entschließt sich, Ellie aus dem Operationssaal zu befreien, tötet den Chefarzt und erschießt auf der Flucht die Anführerin der Fireflies.
Beiden gelingt die Flucht aus dem Krankenhaus. Auf dem Weg aus der Stadt fragt Ellie, die unter Narkose nichts mitbekommen hat, warum die Fireflies die beiden gehen ließen. Joel belügt Ellie und behauptet, dass es viele immune Infektionsträger gäbe, aber die Herstellung eines Wirkstoffes nicht möglich sei. Das Hauptspiel endet mit der Ankunft in Jackson, wo Joels Bruder in einer relativ sicheren Gemeinschaft lebt.
Während der Kampagne findet der Spieler verschiedene Briefe, Fotos, Audioaufnahmen und Zeitungsartikel, die eine ausführlichere Hintergrundgeschichte erzählen.

### Left Behind
In der Erweiterung wird die Vorgeschichte zum Hauptspiel und das Überleben Ellies sowie des verletzten Joels im Winter erzählt. Beide Erzählstränge wechseln sich in kurzen Episoden ab.
Ellie wird eines Nachts von ihrer Freundin Riley geweckt, die zuvor längere Zeit verschwunden war und sich inzwischen den Fireflies angeschlossen hat. Riley führt Ellie zu einem verlassenen Einkaufszentrum, um mit ihr ein noch funktionstüchtiges Stromaggregat in Betrieb zu setzen. Nachdem sie einen Kostümladen durchstöbert haben, stoßen sie auf das Aggregat und können den Strom für das gesamte Einkaufszentrum aktivieren. Zu ihrer Verwunderung sind ein altes Kinderkarussell und eine Fotomaschine weiterhin funktionsfähig. Der Versuch, auch einen Spielautomaten in Gang zu setzen, schlägt fehl, sodass Riley mit ihrer Beschreibung eines Prügelspiels Ellies Phantasie anregt. Als die beiden über den drohenden Abschied sprechen, kommt es zum Streit. Riley läuft von Ellie weg und Ellie läuft ihr hinterher. Nachdem sie sich erneut vertragen, bittet Ellie Riley, zu bleiben. Riley stimmt zu und beide küssen sich. Als sie vor Freude zu lauter Musik tanzen, werden sie von Infizierten überrascht und müssen fliehen. Auf der Flucht werden sowohl Ellie als auch Riley von Infizierten gebissen. Daraufhin sehen sie sich zwei Optionen gegenübergestellt: Selbstmord durch den Revolver oder Abwarten bis zum Ausbruch der Krankheit. Nachdem Ellie verzweifelt nach einer möglichen dritten Option fragt, entscheiden sie sich für die Zweite.
Im zweiten Teil der Handlung durchsucht Ellie ein Einkaufszentrum, in dem Joel in einem der Läden bewegungsunfähig liegt. Zuvor wurde er im Verlauf des Hauptspiels in der Nähe schwer verletzt. Ellies Versuch, in einer Apotheke einen Verbandkasten zu finden, endet erfolglos. Ihr Weg führt sie durch überschwemmte Keller, die von Infizierten bevölkert werden. In einem abgestürzten Sanitätshelikopter des Militärs hat sie hingegen mehr Glück. Als sie mit dem Sanitätskoffer zu Joel zurückkehren will, wird sie von Huntern gestellt und muss sich durchkämpfen. Dabei kann sie heraneilende Infizierte zu ihren Gunsten einsetzen. Als sie schließlich die Tür zu Joels Versteck öffnen will, wird sie erneut überfallen und muss sich ein weiteres Mal verteidigen. Dieser Teil der Geschichte endet damit, dass sie auf ihr Pferd steigt und Joel auf einer Trage hinter sich her zieht.

## Entwicklung

### Ankündigung
Die erste Erwähnung des Spiels geschah in Form einer Plakatwand am Times Square, vor den Spike Video Game Awards am 29. November 2011, mit dem Slogan „a [PlayStation 3] exclusive you won’t believe“. Erste Teaser zeigten ein postapokalyptisches Ereignis, Aufstände, eine Epidemie, Quarantäne und Gewalt, sowie einen Ausschnitt aus der BBC-Fernsehserie Planet Erde. Dieser zeigt eine Ameise mit einer Ophiocordyceps unilateralis-Infektion, einem pilzartigen Parasiten, der gewöhnlicherweise Insekten befällt und tötet. Am 9. Dezember 2011 entdeckten Spieler von Uncharted 3: Drake’s Deception ein verstecktes Easter Egg als Zeitungsüberschrift „Scientists are still struggling to understand deadly fungus“ einen Verweis zu dem besagten Teaser. Bei den Spike Video Game Awards enthüllte Sony offiziell The Last of Us, ein neues Spiel von Naughty Dog, entwickelt von einem vorher nicht bekannten 80-köpfigen Team. Ein Trailer aus Spielszenen zeigte einen Mann und ein jugendliches Mädchen, welche andere Überlebende sowie von Pilzen überwucherte Wesen abwehren.
Kurz nach der Vorstellung veröffentlichte der Co-Präsident von Naughty Dog, Evan Wells, weitere Informationen zu The Last of Us im offiziellen PlayStation Blog:

The Last of Us is a genre-defining experience that blends survival and action elements to tell a character driven tale about a modern plague decimating mankind. Nature encroaches upon civilization, forcing remaining survivors to kill for food, weapons and whatever they can find. Joel, a ruthless survivor, and Ellie, a brave young teenage girl who is wise beyond her years, must work together to survive their journey across what remains of the United States.

„The Last of Us ist eine genredefinierende Erfahrung, die Survival- und Actionelemente verschmilzt, um eine von Figuren getriebene Geschichte über eine moderne Seuche zu erzählen, welche die Menschheit dezimiert. Die Natur überlagert die Zivilisation immer stärker und zwingt die letzten Überlebenden, für Nahrung, Waffen und was immer sie finden können, zu töten. Joel, ein rücksichtsloser Überlebenskünstler, und Ellie, eine mutige Jugendliche, die ihrem Alter aber voraus ist, müssen zusammenarbeiten, um ihre Reise durch die Überreste der Vereinigten Staaten zu überleben.“

Die Ankündigung bestätigte, dass das neue Projekt vom Studio Game Director Bruce Straley geleitet würde. Der ehemalige Lead Designer von Enslaved: Odyssey to the West, Mark Richard Davies, hat zusätzlich für Naughty Dog an dem Spiel gearbeitet. Nach der Veröffentlichung von Uncharted 2: Among Thieves im Jahr 2009, bildeten einige des Entwicklungsteams ein neues Team für The Last of Us, während die anderen an Uncharted 3: Drake’s Deception arbeiteten. Zum ersten Mal wurden zwei verschiedene Spiele von Naughty Dog gleichzeitig produziert.
Bei den Spike Video Game Awards 2012 wurde offiziell bekanntgegeben, dass The Last of Us am 7. Mai 2013 erschiene. Der Termin wurde jedoch später von Sony und Naughty Dog auf den 14. Juni 2013 verschoben, um den Entwicklern mehr Zeit zu lassen. Am 31. Mai wurde Käufern von God of War: Ascension eine Demo des Spiels bereitgestellt.
Am 9. April 2014 kündigte Sony eine Remastered-Version für die hauseigene Spielekonsole PlayStation 4 an. Die um das Left-Behind-DLC erweiterte Version erschien Ende Juli 2014.

### Konzept
Das Konzept von The Last of Us entstand nach einem Ausschnitt der BBC-Naturdokumentationsserie Planet Erde, welcher eine Ameise zeigte, die von einem Cordyceps-Pilz infiziert wurde. Hierbei übernimmt der Pilz alle Handlungen des Insekts und produziert Geschwülste auf seinem Kopf. Die Idee, dass der Pilz Menschen befallen könne, war die Initialidee des Spiels. Künstlerische Inspirationen kamen von den Romanen Stadt der Diebe, Ich bin Legende, Kein Land für alte Männer, Die Straße, Unterwegs, der Comicserie The Walking Dead und deren Adaptionen. Die Computerspielwebsite GamesRadar betonte die Inspiration von den Filmadaptionen I Am Legend und The Road, sowie der Fernsehserie von The Walking Dead und den Filmen 28 Days Later, Children of Men und Blumen des Schreckens.
Obwohl die Pilzepidemie den Haupthintergrund des Spiels darstellt, ist The Last of Us „kein Zombiespiel“, sondern „eine Geschichte über eine Vater-Tochter-ähnliche Beziehung“, beeinflusst in Teilen von den Interaktionen zwischen Nathan Drake und Victor Sullivan, seinem Mentor und Vaterfigur in Naughty Dogs Uncharted-Reihe. Joel ist ein Überlebender und Antiheld, während Ellie ein 14-jähriges Mädchen ohne Erfahrung in der Welt vor der Apokalypse ist. Komponist ist der zweimalige Oscargewinner Gustavo Santaolalla. Der Soundtrack bezieht sich hauptsächlich auf die Emotionen der Figuren und nicht den sonst üblichen Horror im Spiel.
Nach der Veröffentlichung des ersten Trailers für das Computerspiel Dead Island war das Team besorgt, dass die beiden Spiele sehr ähnlich sein würden und sich mit der menschlichen oder emotionalen Seite eines postapokalyptischen Ereignisses beschäftigten. Nach der Veröffentlichung von Dead Island stellte sich jedoch heraus, dass das Spielprinzip deutlich abwich. Im Gegensatz dazu machte Creative Director Neil Druckmann deutlich, dass die Trailer zu The Last of Us sehr wohl das Spielgefühl wiedergäben. Er gab außerdem an, dass die Handlung von The Last of Us die Latte für andere Entwickler höher legen solle, da der aktuelle Standard vom Erzählen von Geschichten in der Branche nicht so gut sei, wie er eigentlich sein könnte. Naughty Dog zeigte einen langen Trailer mit Spielszenen auf Sonys Pressekonferenz während der Electronic Entertainment Expo 2012.

## Erweiterungen
Im Oktober 2013 erschien der Multiplayer-DLC Verlassene Gebiete mit vier zusätzlichen Spielarealen.
Am 14. Februar 2014 erschien der DLC Left Behind im PlayStation Network: die etwa zwei Stunden dauernde Geschichte erzählt von Ellie, bevor sie auf Joel trifft. Außerdem füllt sie das erzählerische Loch aus der winterlichen Haupthandlung, als Joel schwerverletzt ist.

## Remastered
Am 30. Juli 2014 erschien The Last of Us Remastered für die PlayStation 4. Diese Neuauflage bietet eine verbesserte Grafik mit hochaufgelösten Texturen. Die Performance der PS4-Fassung liegt bei recht konstanten 60 FPS, es ist aber auch ein optionaler 30-FPS-Modus enthalten. Die Steuerung wurde ebenfalls an den neuen DualShock-4-Controller angepasst und macht auch von dessen Features wie der Light Bar, dem Touchpad sowie dem Lautsprecher Gebrauch. Als Extras sind auch alle bisher erschienen DLCs und ein Audio-Kommentar von Creative Director Neil Druckmann, Ashley Johnson (Ellie) und Troy Baker (Joel) enthalten. Mit dem Patch 1.07, der im November 2016 veröffentlicht wurde, profitiert The Last of Us Remastered auch von der verbesserten Hardware der PlayStation 4 Pro und unterstützt UHD-Auflösung und HDR.
Die Remastered-Version hat sich 18.242.000 mal verkauft mit einem Umsatz von 585.000.000. 16 % sind digital verkauft worden.

## Remake
Am 2. September 2022 erschien mit The Last of Us Part I ein Remake für die PlayStation 5. Die PC-Fassung für Microsoft Windows wurde am 28. März 2023 veröffentlicht. Enthalten sind die unveränderte Einzelspieler-Story von The Last of Us sowie das Prologkapitel Left Behind. Das Remake wurde grafisch vollständig überarbeitet, die KI der Gegner verbessert und nutzt nun 3D-Audio mittels der Tempest 3D AudioTech. Die Steuerung wurde an die neuen Funktionen des DualSense-Controllers, wie haptisches Feedback sowie adaptive Trigger, angepasst und das Spiel mit erweiterten Barrierefreiheitsfunktionen versehen. Bei dem Aggregator Metacritic, welcher Pressekritiken sammelt, erhielt The Last of Us Part I von 106 Kritiken 89 von 100 möglichen Punkten.

## Synchronisation
| Rolle   | englischer Sprecher | deutscher Sprecher |
| ------- | ------------------- | ------------------ |
| Joel    | Troy Baker          | Carlos Lobo        |
| Ellie   | Ashley Johnson      | Annette Potempa    |
| Sarah   | Hana Hayes          |                    |
| Tommy   | Jeffrey Pierce      | Guido Zimmermann   |
| Bill    | W. Earl Brown       | Michael Lucke      |
| Tess    | Annie Wersching     | Djuwita Müller     |
| Maria   | Ashley Scott        | Antje von der Ahe  |
| Marlene | Merle Dandridge     | Daniela Bette-Koch |
| David   | Nolan North         | Linus Kraus        |
| Henry   | Brandon Scott       | Erik Borner        |
| Sam     | Nadji Jeter         | Michael Krüger     |

## Rezeption

### Bewertung in Spielemagazinen
Die ersten Rezensionen des Spiels waren durchweg positiv. Das britische Filmmagazin Empire vergab fünf von fünf Punkten und schrieb: „The Last of Us ist nicht nur das beste Spiel, das Naughty Dog bis jetzt gemacht hat, und ein naheliegender Anwärter auf das beste Spiel dieser Konsolengeneration, es könnte sich auch als Citizen-Kane-Moment für Computerspiele beweisen. Ein Meisterwerk, auf das noch nach Jahrzehnten wohlwollend zurückgeblickt wird.“ Das offizielle britische PlayStation-Magazin schrieb ebenfalls eine positive Kritik, vergab mit zehn Punkten die Höchstpunktzahl und nannte es „ein Kunstwerk, in welchem beeindruckende Ausblicke und Klänge ein emotional aufzehrendes, durchgängig fesselndes Endzeitabenteuer vorantreiben“. Einige Kritiker zogen Parallelen zu Cormac McCarthy und nannten es eine teils interaktive Version von Die Straße, seinem Pulitzer-Preis ausgezeichneten Endzeitroman über einen Vater und seinen Sohn, die durch die Vereinigten Staaten ziehen. Teilweise wurde jedoch das Kampfsystem kritisiert. Bei dem Aggregator Metacritic, welcher Pressekritiken sammelt, erhielt The Last of Us von 98 Kritiken 95 von 100 möglichen Punkten und rangiert damit bei Veröffentlichung auf Platz vier der bestbewerteten PlayStation-3-Spiele aller Zeiten.
Im Mai 2014 wurde das Spiel von IGN auf den 3. Platz bei den besten Spielen für die letzte Konsolen-Generation (PS3, Xbox 360 und Wii) gewählt.

### Auszeichnungen
- Video Game Awards 2013 (VGX)[49]
  - Best PlayStation Game
  - Best Voice Actor (Troy Baker)
  - Best Voice Actress (Ashley Johnson)

## Umsetzung in weiteren Medien

### Comics
Eine vierteilige Comicreihe mit dem Titel The Last of Us: American Dreams wurde von Dark Horse Comics produziert. Sie wurde von Neil Druckmann, Naughty Dogs Creative Director, und Faith Erin Hicks geschrieben. Die Comics dienen als Prequel und spielen ein Jahr vor den Ereignissen im Videospiel. Sie handeln von Ellie und deren besten Freundin namens Riley. Die erste Ausgabe erschien am 3. April 2013. Das erste Comic war schnell ausverkauft und ein Nachdruck wurde, zusammen mit der zweiten Ausgabe, am 29. Mai 2013 veröffentlicht. Die vierte und letzte Ausgabe erschien am 31. Juli 2013.
Die deutsche Version wurde ebenfalls am 31. Juli 2013 bei Cross Cult als Sammelband veröffentlicht.

### Verfilmung
Im März 2014 hatten Screen Gems und Sony Pictures Entertainment bestätigt, dass eine Filmadaption zum Videospiel produziert werden soll. Als Regisseur sollte Sam Raimi fungieren, das Drehbuch vom Creative Director des Spiels, Neil Druckmann, verfasst werden. Maisie Williams stand im Gespräch, die Hauptrolle Ellie zu übernehmen. Der Film sollte sich an dem Videospiel orientieren, obgleich es einige größere Veränderungen geben sollte, welche sich auf den Storyverlauf beziehen. Im April 2016 äußerte sich Druckmann jedoch skeptisch über den Stand der Entwicklung: „Nun ist es sozusagen in der Entwicklungshölle gelandet […]. Es wurde seit über eineinhalb Jahren nicht mehr daran gearbeitet.“
Am 5. März 2020 wurde jedoch bestätigt, dass die Spielhandlung für HBO als Serie adaptiert werde. Craig Mazin, der schon Chernobyl für HBO erschuf und schrieb, wird zusammen mit Neil Druckmann an der Serie arbeiten. Die Handlung orientiert sich an der des Originalspiels, wobei anhand der Spiel-Fortsetzung The Last of Us Part II noch Inhalte ergänzt werden könnten. Für die Pilot-Folge soll Johan Renck als Regisseur fungieren, der neben Mazin an der Serie Chernobyl als Regisseur mitwirkte.